# Dreikönigswein
Dreikönigwein ist eine österreichische Bezeichnung für einen Wein, dessen Trauben am 6. Jänner, dem Dreikönigstag, gelesen wurden. Üblicherweise handelt es sich um Eisweine oder Trockenbeerenauslesen.